# 沈文鎬
沈文鎬（生年不詳—卒年不詳），字紹岐，號誠齋，江蘇省太倉州崇明縣（今屬上海市）人。清朝政治人物。

## 生平
雍正十一年（1733年）癸丑科探花，點翰林院編修。
雍正十三年（1735年），翰林院散館，外授提督山西學政。